# 78386 Deuzelur
78386 Deuzelur este o planetă minoră (asteroid) din centura de asteroizi. A fost descoperită pe 8 august 2002 la Observatorul Palomar de Sebastian Florian Hönig⁠(d) și a fost numită după Deutsches Zentrum für Luft- und Raumfahrt e.V.⁠(d). 
Obiectul prezintă o orbită caracterizată de o semiaxă mare de 2,6703769192528 UAi, o excentricitate de 0,032188962288142, o înclinație de 5,6554466942369 ° în raport cu ecliptica.